# Aeropuerto Internacional de Austin-Bergstrom
El Aeropuerto Internacional de Austin-Bergstrom o ABIA (por sus siglas en inglés) (IATA: AUS, ICAO: KAUS, FAA LID: AUS) (anteriormente BSM) es un aeropuerto internacional Clase C localizado en Austin, Texas, Estados Unidos (la capital de Texas), y sirve al Área metropolitana de Austin, la trigésima cuarta área metropolitana más grande de Estados Unidos. Localizada a 8 km (5 millas) al sureste del distrito financiero de Austin, cubre un área de 1,717 ha (4,242 acres) y tiene dos pistas de aterrizaje y tres helipuertos. Se encuentra en el lugar donde estaba la[Base de la Fuerza Aérea Bergstrom. El aeropuerto y la base aérea fueron nombrados por el Capitán John August Earl Bergstrom, un oficial que sirvió en el 19o Grupo de Bombardeo. El aeropuerto reemplazó al Aeropuerto Municipal Robert Mueller como el aeropuerto principal de Austin.
Un total de 11,897,959 de pasajeros viajaron a través del Aeropuerto Internacional de Austin-Bergstrom en 2015, mientras que en 2016 fueron 12,436,849 de pasajeros. El aeropuerto es ahora el 34.º aeropuerto más ocupado de Estados Unidos por su número total de pasajeros. El total de pasajeros anual en 2015 aumentó en un 11% desde el año récord anterior de 2014.
El servicio regular de pasajeros comenzó en el aeropuerto el domingo 23 de mayo de 1999. El primer servicio trasatlántico de Austin a Europa es operado por British Airways al Aeropuerto de Londres-Heathrow que fue inaugurado en marzo de 2014. El Boeing 787-9 de cuatro clases, con 216 asientos que se utiliza para operar la ruta es actualmente el avión más grande que opera servicio de línea aérea regular de viajeros de Austin. Una segunda ruta transatlántica, a Frankfurt, Alemania, será operada por Condor y comenzará en junio de 2016. En la actualidad, hay más de 150 salidas diarias a 47 destinos en Estados Unidos, Canadá, México y Europa.

## Instalaciones

### Terminal Barbara Jordan
La Terminal Barbara Jordan fue diseñada por la firma de Austin Page Southerland Page en asociación con el arquitecto Gensler bajo contrato con el equipo del proyecto Nuevo Aeropuerto, con el arquitecto líder y profesor de arquitectura de la Universidad de Texas en Austin Larry Speck. La terminal tiene 61,000 m² (660,000 pies cuadrados) con un total de 25 puertas, dos de los cuales pueden ser utilizadas para las llegadas internacionales. Si bien hay varios restaurantes y puestos de comida dentro de la terminal, todos menos dos se encuentran dentro del área estéril de la terminal. La terminal también cuenta con un escenario de música en vivo en el que las bandas locales actúan en consonancia con el espíritu de la proclamación de Austin como "La Capital del Mundo de la Música en Vivo." La terminal está conectada a un estacionamiento con 3000 espacios utilizado para el aparcamiento público, así como de alquiler de coches de recogida y devolución. Tanto American Airlines como United Airlines operan salones VIP en este aeropuerto para los miembros de sus programas ejecutivos. Los miembros del programa de salón ejecutivo de Alaska Airlines y los pasajeros de Club World de British Airways también tienen acceso a las instalaciones de American.
El primer gran proyecto de expansión de la Terminal Barbara Jordan - la Terminal Este - se completó en 2015. Se añadió una aduana e instalación de migración más amplias en el nivel de llegadas capaz de procesar más de 600 pasajeros por hora, dos bandas de reclamo de equipajes nacionales y una ampliación de la zona de control de seguridad en el nivel de documentación. Una instalación consolidada de autos de alquiler está en construcción (se prevé que se finalice en el otoño de 2015) que moverá el mostrador y las instalaciones de reclamo conectado a la terminal través de una nueva estructura de 900 espacios, lo que permite que los espacios utilizados actualmente sean convertidos en estacionamiento adicional a corto plazo. Una nueva expansión de siete puertas se realizará a finales de 2015, en el lado este de la terminal, donde se encuentran actualmente las puertas internacionales. Las nuevas puertas estarán separadas un poco para dar cabida a aviones más grandes, y permitir a más puertas para ser utilizadas tanto para vuelos nacionales como internacionales.

### Terminal Sur
Una terminal secundaria conocida como la Terminal Sur de Austin fue comisionada como una empresa conjunta con la aerolínea de bajo costo con sede en México Viva, que inició el servicio a Austin el 1 de mayo de 2008. El edificio, que data de las primeras instalaciones de la Base de la Fuerza Aérea, fue renovado para cumplir con los estándares de una compañía de bajo costeo. La instalación cuenta con tres puertas de pasajeros sin pasarelas telescópicas, los pasajeros acceden al avión por medio de escaleras y una pequeña instalación de aduanas. Viva inicialmente voló a Cancún y Monterrey, con planes de añadir, finalmente seis destinos más en México, aunque se agregó solamente Puerto Vallarta, que no era de las ciudades anunciados originalmente, pero antes Viva finalizó el servicio a los Estados Unidos el 1 de junio de 2009. Su salida del mercado se debió a una epidemia de influenza en México, que dio lugar a altas tasas de cancelación entre los viajeros de ocio, objetivo demográfico de la aerolínea. Viva reinició su servicio a Estados Unidos, pero no ha expresado interés en regresar a Austin. El operador de la terminal anunció el cierre de la instalación al mismo tiempo.
En agosto de 2015, el Consejo de la Ciudad de Austin autorizó un contrato de arrendamiento de 30 años de la instalación, que se abrirá en el invierno 2015-16 después de una renovación de $11 millones de dólares. Las aerolíneas de ultra bajo costo Frontier Airlines y Allegiant Air trasladarán sus operaciones desde la Terminal Barbara Jordan, liberando espacios de puerta al tiempo que permite que las dos aerolíneas de bajo costo reduzcan sus costos de operación.
A la Terminal Sur se accede desde una entrada independiente en el lado sur del perímetro del aeropuerto por Burleson Road; no se puede acceder desde la entrada principal del aeropuerto por la carretera US 71 o la Terminal Barbara Jordan, excepto saliendo por completo del recinto aeroportuario.

### Pistas de aterrizaje
La pista 17R/35L, al oeste de la terminal, es la pista original construida y utilizada por la Fuerza Aérea. La pista de 3,733 m (12,248 pies) de largo fue reacondicionada cuando el Austin-Bergstrom fue construido. La pista de concreto de 580 mm (23 pulgadas) de profundidad está dedicada al expresidente Lyndon B. Johnson.
La pista 17L/35R es una nueva pista de 2,700 m (9,000 pies) en el lado este de la terminal y paralela a la pista 17R/35L. Esta pista está dedicada al excongresista JJ "Jake" Pickle. Esta pista contiene un sistema de aterrizaje por instrumentos de Categoría IIIB, el primero en Austin.
Las pistas están vigilados por una torre de control del tráfico aéreo de 227 pies de altura. La torre anteriormente utilizada por la Fuerza Aérea fue demolida.

## Aerolíneas y destinos

### Pasajeros
| Aerolíneas           | Destinos |
| -------------------- | --- |
| Aeroméxico           | Estacional: Ciudad de México |
| Aeroméxico Connect   | Ciudad de México |
| Air Canada           | Montreal–Trudeau, Toronto–Pearson Estacional: Vancouver |
| Air Canada Rouge     | Estacional: Toronto–Pearson |
| Alaska Airlines      | Portland (OR), San Diego, San Francisco, Seattle/Tacoma |
| Allegiant Air        | Asheville, Des Moines, Provo Estacional: Cincinnati, Grand Rapids, Indianápolis, Knoxville, Las Vegas, Orlando/Sanford, Pittsburgh, Sarasota, Washington–Dulles |
| American Airlines    | Cancún, Charlotte, Chicago–O'Hare, Filadelfia, Dallas/Fort Worth, Los Ángeles, Miami, Nueva York–JFK, Phoenix–Sky Harbor, San José del Cabo |
| American Eagle       | Chicago–O'Hare, Dallas/Fort Worth Estacional: Aspen |
| British Airways      | Londres–Heathrow |
| Copa Airlines        | Ciudad de Panamá–Tocumen |
| Delta Air Lines      | Atlanta, Boston, Detroit, Las Vegas, Los Ángeles, Mineápolis/St. Paul, Nueva York–JFK, Orlando, Salt Lake City, San Francisco, Seattle/Tacoma, Tampa Estacional: Cancún (inicia el 20 de diciembre de 2025), San José del Cabo (inicia el 20 de diciembre de 2025) |
| Delta Connection     | Cincinnati, Indianápolis, Jacksonville (FL), McAllen, Memphis, Midland/Odessa, Nashville, Nueva Orleans, Panama City (FL), Raleigh/Durham Estacional: Palm Springs (inicia el 8 de noviembre de 2025) |
| Frontier Airlines    | Atlanta, Chicago–O'Hare, Cincinnati, Cleveland, Denver, Filadelfia, Las Vegas, Miami, Orlando, Phoenix–Sky Harbor, San Diego |
| JetBlue Airways      | Boston, Fort Lauderdale (reinicia el 20 de noviembre de 2025) |
| KLM                  | Ámsterdam |
| Lufthansa            | Fráncfort |
| Southwest Airlines   | Albuquerque, Amarillo, Atlanta, Baltimore, Burbank, Chicago–Midway, Chicago–O’Hare, Columbus–Glenn, Dallas–Love, Denver, El Paso, Fort Lauderdale, Harlingen, Houston–Hobby, Indianápolis, Kansas City, Las Vegas, Jacksonville (FL) (inicia el 2 de octubre de 2025), Long Beach, Los Ángeles, Lubbock, Miami, Midland/Odessa, Milwaukee, Mineápolis/St. Paul, Nashville, Nueva Orleans, Oakland, Oklahoma City, Ontario, Orange County, Orlando, Phoenix–Sky Harbor, Pittsburgh, Raleigh/Durham, Sacramento, Salt Lake City, San Diego, San Francisco, San José (CA), San Luis, Tampa, Tulsa, Washington–National Estacional: Boston, Cancún, Charleston (SC), Montrose, Omaha, Panama City (FL), Pensacola, Puerto Vallarta, Reno/Tahoe, San José del Cabo, San Juan |

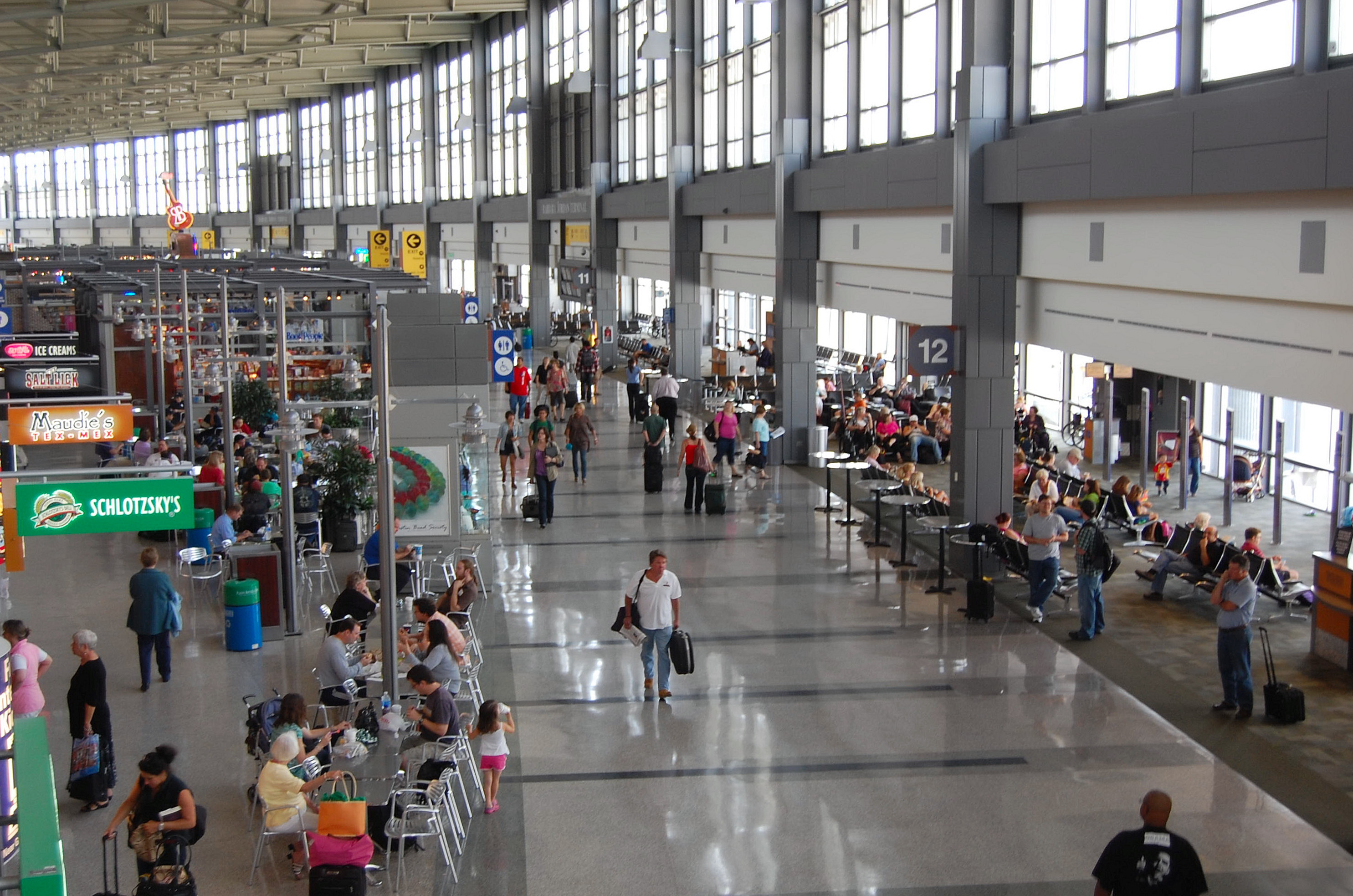
Terminal Barbara Jordan.

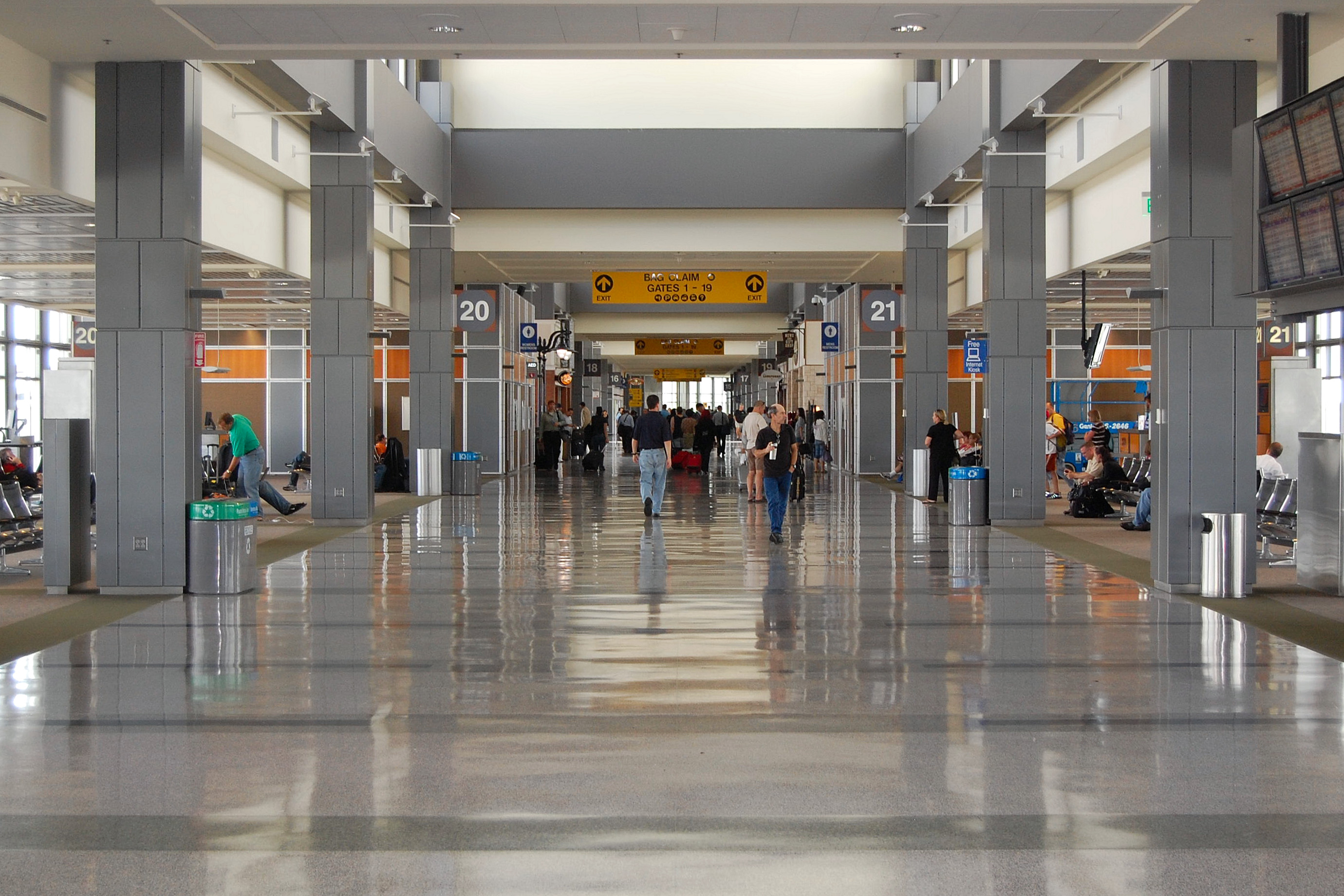
Sala Oeste.

| Spirit Airlines      | Detroit, Fort Lauderdale, Las Vegas, Los Ángeles, Newark, Orlando |
| Sun Country Airlines | Estacional: Mineápolis/St. Paul |
| United Airlines      | Chicago–O'Hare, Denver, Houston–Intercontinental, Los Ángeles, Newark, San Francisco, Washington–Dulles |
| United Express       | Houston–Intercontinental, Los Ángeles Estacional: Chicago–O'Hare |
| Viva                 | Monterrey |
| WestJet              | Estacional: Calgary |

### Carga
Mientras el ABIA abrió al tráfico de pasajeros en 1999, las operaciones de carga comenzaron dos años antes, en 1997. En 2015 la carga aérea totalizó 71,433.84 toneladas (157,484,666 libras), un crecimiento del 1% en comparación con 2014. La carga aérea internacional ascendió a 8,884.96 toneladas (19,588,001 libras), disminuyendo un 1% y la carga de aerolíneas totalizó 7,393.55 toneladas (16.3 millones de lb), una disminución del 3.5%. El área de Austin es servido por los transportistas de carga Baron Aviation Services, FedEx Express, UPS Airlines y DHL Aviation. La llegada de British Airways al ABIA en 2014 ha llevado a un nuevo impulso al tráfico internacional de carga en ABIA, con carga internacional en expansión de más del 200% en el primer mes de su operación. Las tasas de carga internacionales de enero a junio de 2014 mostraron un aumento del 87% respecto al mismo periodo en 2013.
| Aerolíneas    | Destinos                                                                  |
| ------------- | ------------------------------------------------------------------------- |
| Amazon Air    | Cincinnati, Lakeland, Miami, San Bernadino                                |
| Atlas Air     | Cincinnati, Laredo, Miami                                                 |
| DHL Aviation  | Cincinnati, Memphis, Tulsa                                                |
| FedEx Express | Brownwood, El Paso, Fort Worth/Alliance, Los Ángeles, Memphis, San Angelo |
| UPS Airlines  | Dallas/Fort Worth, Houston-Intercontinental, Louisville                   |

### Destinos nacionales
Se brinda servicio a 74 ciudades dentro del país a cargo de 11 aerolíneas.
| Destinos nacionales del Aeropuerto de Austin AUS ABQ AMA AVL ASE ATL BWI BOS BUR CHS CLT ORD MDW CVG CLE CMH DFW DAL DEN DSM DTW ELP PHL FLL GRR HRL IAH HOU IND JAX MCI TYS LAS LGB LAX LBB MFE MEM MIA MAF MKE MSP MTJ BNA EWR MSY JFK OAK OKC OMA ONT SNA MCO SFB ECP PSP PNS PHX PIT PDX PVU RDU RNO SMF SRQ SLC SAN STL SFO SJC SEA TPA TUL DCA IAD | Destinos nacionales del Aeropuerto de Austin AUS ABQ AMA AVL ASE ATL BWI BOS BUR CHS CLT ORD MDW CVG CLE CMH DFW DAL DEN DSM DTW ELP PHL FLL GRR HRL IAH HOU IND JAX MCI TYS LAS LGB LAX LBB MFE MEM MIA MAF MKE MSP MTJ BNA EWR MSY JFK OAK OKC OMA ONT SNA MCO SFB ECP PSP PNS PHX PIT PDX PVU RDU RNO SMF SRQ SLC SAN STL SFO SJC SEA TPA TUL DCA IAD | Destinos nacionales del Aeropuerto de Austin AUS ABQ AMA AVL ASE ATL BWI BOS BUR CHS CLT ORD MDW CVG CLE CMH DFW DAL DEN DSM DTW ELP PHL FLL GRR HRL IAH HOU IND JAX MCI TYS LAS LGB LAX LBB MFE MEM MIA MAF MKE MSP MTJ BNA EWR MSY JFK OAK OKC OMA ONT SNA MCO SFB ECP PSP PNS PHX PIT PDX PVU RDU RNO SMF SRQ SLC SAN STL SFO SJC SEA TPA TUL DCA IAD | Destinos nacionales del Aeropuerto de Austin AUS ABQ AMA AVL ASE ATL BWI BOS BUR CHS CLT ORD MDW CVG CLE CMH DFW DAL DEN DSM DTW ELP PHL FLL GRR HRL IAH HOU IND JAX MCI TYS LAS LGB LAX LBB MFE MEM MIA MAF MKE MSP MTJ BNA EWR MSY JFK OAK OKC OMA ONT SNA MCO SFB ECP PSP PNS PHX PIT PDX PVU RDU RNO SMF SRQ SLC SAN STL SFO SJC SEA TPA TUL DCA IAD | Destinos nacionales del Aeropuerto de Austin AUS ABQ AMA AVL ASE ATL BWI BOS BUR CHS CLT ORD MDW CVG CLE CMH DFW DAL DEN DSM DTW ELP PHL FLL GRR HRL IAH HOU IND JAX MCI TYS LAS LGB LAX LBB MFE MEM MIA MAF MKE MSP MTJ BNA EWR MSY JFK OAK OKC OMA ONT SNA MCO SFB ECP PSP PNS PHX PIT PDX PVU RDU RNO SMF SRQ SLC SAN STL SFO SJC SEA TPA TUL DCA IAD | Destinos nacionales del Aeropuerto de Austin AUS ABQ AMA AVL ASE ATL BWI BOS BUR CHS CLT ORD MDW CVG CLE CMH DFW DAL DEN DSM DTW ELP PHL FLL GRR HRL IAH HOU IND JAX MCI TYS LAS LGB LAX LBB MFE MEM MIA MAF MKE MSP MTJ BNA EWR MSY JFK OAK OKC OMA ONT SNA MCO SFB ECP PSP PNS PHX PIT PDX PVU RDU RNO SMF SRQ SLC SAN STL SFO SJC SEA TPA TUL DCA IAD | Destinos nacionales del Aeropuerto de Austin AUS ABQ AMA AVL ASE ATL BWI BOS BUR CHS CLT ORD MDW CVG CLE CMH DFW DAL DEN DSM DTW ELP PHL FLL GRR HRL IAH HOU IND JAX MCI TYS LAS LGB LAX LBB MFE MEM MIA MAF MKE MSP MTJ BNA EWR MSY JFK OAK OKC OMA ONT SNA MCO SFB ECP PSP PNS PHX PIT PDX PVU RDU RNO SMF SRQ SLC SAN STL SFO SJC SEA TPA TUL DCA IAD | Destinos nacionales del Aeropuerto de Austin AUS ABQ AMA AVL ASE ATL BWI BOS BUR CHS CLT ORD MDW CVG CLE CMH DFW DAL DEN DSM DTW ELP PHL FLL GRR HRL IAH HOU IND JAX MCI TYS LAS LGB LAX LBB MFE MEM MIA MAF MKE MSP MTJ BNA EWR MSY JFK OAK OKC OMA ONT SNA MCO SFB ECP PSP PNS PHX PIT PDX PVU RDU RNO SMF SRQ SLC SAN STL SFO SJC SEA TPA TUL DCA IAD | Destinos nacionales del Aeropuerto de Austin AUS ABQ AMA AVL ASE ATL BWI BOS BUR CHS CLT ORD MDW CVG CLE CMH DFW DAL DEN DSM DTW ELP PHL FLL GRR HRL IAH HOU IND JAX MCI TYS LAS LGB LAX LBB MFE MEM MIA MAF MKE MSP MTJ BNA EWR MSY JFK OAK OKC OMA ONT SNA MCO SFB ECP PSP PNS PHX PIT PDX PVU RDU RNO SMF SRQ SLC SAN STL SFO SJC SEA TPA TUL DCA IAD | Destinos nacionales del Aeropuerto de Austin AUS ABQ AMA AVL ASE ATL BWI BOS BUR CHS CLT ORD MDW CVG CLE CMH DFW DAL DEN DSM DTW ELP PHL FLL GRR HRL IAH HOU IND JAX MCI TYS LAS LGB LAX LBB MFE MEM MIA MAF MKE MSP MTJ BNA EWR MSY JFK OAK OKC OMA ONT SNA MCO SFB ECP PSP PNS PHX PIT PDX PVU RDU RNO SMF SRQ SLC SAN STL SFO SJC SEA TPA TUL DCA IAD | Destinos nacionales del Aeropuerto de Austin AUS ABQ AMA AVL ASE ATL BWI BOS BUR CHS CLT ORD MDW CVG CLE CMH DFW DAL DEN DSM DTW ELP PHL FLL GRR HRL IAH HOU IND JAX MCI TYS LAS LGB LAX LBB MFE MEM MIA MAF MKE MSP MTJ BNA EWR MSY JFK OAK OKC OMA ONT SNA MCO SFB ECP PSP PNS PHX PIT PDX PVU RDU RNO SMF SRQ SLC SAN STL SFO SJC SEA TPA TUL DCA IAD |
| Destinos | Southwest Airlines | Delta Air Lines | Allegiant Air | Frontier Airlines | American Airlines | United Airlines | Spirit Airlines | Otra | # | |
| --- | --- | --- | --- | --- | --- | --- | --- | --- | --- | --- |
| Albuquerque (ABQ) | • | | | | | | | | 1 | |
| Amarillo (AMA) | • | | | | | | | | 1 | |
| Asheville (AVL) | | | • | | | | | | 1 | |
| Aspen (ASE) | | | | | • | | | | 1 | |
| Atlanta (ATL) | • | • | | • | | | | | 3 | |
| Baltimore (BWI) | • | | | | | | | | 1 | |
| Boston (BOS) | • | • | | | | | | JetBlue Airways | 3 | |
| Burbank (BUR) | • | | | | | | | | 1 | |
| Charleston (CHS) | • | | | | | | | | 1 | |
| Charlotte (CLT) | | | | | • | | | | 1 | |
| Chicago (ORD) | • | | | • | • | • | | | 4 | |
| Chicago (MDW) | • | | | | | | | | 1 | |
| Cincinnati (CVG) | | • | • | • | | | | | 3 | |
| Cleveland (CLE) | | | | • | | | | | 1 | |
| Columbus (CMH) | • | | | | | | | | 1 | |
| Dallas (DFW) | | | | | • | | | | 1 | |
| Dallas (DAL) | • | | | | | | | | 1 | |
| Denver (DEN) | • | | | • | | • | | | 3 | |
| Des Moines (DSM) | | | • | | | | | | 1 | |
| Detroit (DTW) | | • | | | | | • | | 2 | |
| El Paso (ELP) | • | | | | | | | | 1 | |
| Filadelfia (PHL) | | | | • | • | | | | 2 | |
| Fort Lauderdale (FLL) | • | | | | | | • | [[JetBlue Airways] | 3 | |
| Grand Rapids (GRR) | | | • | | | | | | 1 | |
| Harlingen (HRL) | • | | | | | | | | 1 | |
| Houston (IAH) | | | | | | • | | | 1 | |
| Houston (HOU) | • | | | | | | | | 1 | |
| Indianápolis (IND) | • | • | • | | | | | | 3 | |
| Jacksonville (JAX) | • | • | | | | | | | 2 | |
| Kansas City (MCI) | • | | | | | | | | 1 | |
| Knoxville (TYS) | | | • | | | | | | 1 | |
| Las Vegas (LAS) | • | • | • | • | | | • | | 5 | |
| Long Beach (LGB) | • | | | | | | | | 1 | |
| Los Ángeles (LAX) | • | • | | | • | • | • | | 5 | |
| Lubbock (LBB) | • | | | | | | | | 1 | |
| McAllen (MFE) | | • | | | | | | | 1 | |
| Memphis (MEM) | | • | | | | | | | 1 | |
| Miami (MIA) | • | | | • | • | | | | 3 | |
| Midland (MAF) | • | • | | | | | | | 2 | |
| Milwaukee (MKE) | • | | | | | | | | 1 | |
| Mineápolis (MSP) | • | • | | | | | | Sun Country Airlines | 3 | |
| Montrose (MTJ) | • | | | | | | | | 1 | |
| Nashville (BNA) | • | • | | | | | | | 2 | |
| Newark (EWR) | | | | | | • | • | | 2 | |
| Nueva Orleans (MSY) | • | • | | | | | | | 2 | |
| Nueva York (JFK) | | • | | | • | | | | 2 | |
| Oakland (OAK) | • | | | | | | | | 1 | |
| Oklahoma City (OKC) | • | | | | | | | | 1 | |
| Omaha (OMA) | • | | | | | | | | 1 | |
| Ontario (ONT) | • | | | | | | | | 1 | |
| Orange County (SNA) | • | | | | | | | | 1 | |
| Orlando (MCO) | • | • | | • | | | • | | 4 | |
| Orlando (SFB) | | | • | | | | | | 1 | |
| Palm Springs (PSP) | | • | | | | | | | 1 | |
| Panama City (ECP) | • | • | | | | | | | 2 | |
| Pensacola (PNS) | • | | | | | | | | 1 | |
| Phoenix (PHX) | • | | | • | • | | | | 3 | |
| Pittsburgh (PIT) | • | | • | | | | | | 2 | |
| Portland (PDX) | | | | | | | | Alaska Airlines | 1 | |
| Provo (PVU) | | | • | | | | | | 1 | |
| Raleigh/Durham (RDU) | • | • | | | | | | | 2 | |
| Reno (RNO) | • | | | | | | | | 1 | |
| Sacramento (SMF) | • | | | | | | | | 1 | |
| Salt Lake City (SLC) | • | • | | | | | | | 2 | |
| San Diego (SAN) | • | | | • | | | | Alaska Airlines | 3 | |
| San Luis (STL) | • | | | | | | | | 1 | |
| San Francisco (SFO) | • | • | | | | • | | Alaska Airlines | 4 | |
| San José (SJC) | • | | | | | | | | 1 | |
| Sarasota (SRQ) | | | • | | | | | | 1 | |
| Seattle (SEA) | | • | | | | | | Alaska Airlines | 2 | |
| Tampa (TPA) | • | • | | | | | | | 2 | |
| Tulsa (TUL) | • | | | | | | | | 1 | |
| Washington (DCA) | • | | | | | | | | 1 | |
| Washington (IAD) | | | • | | | • | | | 2 | |
| Total | 51 | 23 | 12 | 11 | 9 | 7 | 6 | 7 | 74 | |

### Destinos internacionales
Se ofrece servicio a 14 destinos internacionales (4 estacionales), a cargo de 14 aerolíneas.
| Ciudades                                                     | Nombre del aeropuerto                           | Aerolíneas |              |              |              |
| Norteamérica                                                 | Norteamérica                                    | Norteamérica | Norteamérica | Norteamérica | Norteamérica |
| ------------------------------------------------------------ | ----------------------------------------------- | --- | ------------ | ------------ | ------------ |
| Canadá (4 destinos [2 estacionales], 3 aerolíneas)           |                                                 | |              |              |              |
| Calgary                                                      | Aeropuerto Internacional de Calgary             | WestJet (Estacional)                                                                                                   |              |              |              |
| Montreal                                                     | Aeropuerto Internacional Pierre Elliott Trudeau | Air Canada |              |              |              |
| Toronto                                                      | Aeropuerto Internacional Toronto Pearson        | Air Canada / Air Canada Rouge (Estacional)                                                                             |              |              |              |
| Vancouver                                                    | Aeropuerto Internacional de Vancouver           | Air Canada (Estacional)                                                                                                |              |              |              |
| México (5 destinos [1 estacional], 6 aerolíneas)             |                                                 | |              |              |              |
| Cancún                                                       | Aeropuerto Internacional de Cancún              | American Airlines / Delta Air Lines (Estacional) (inicia el 20 de diciembre de 2025) / Southwest Airlines (Estacional) |              |              |              |
| Ciudad de México                                             | Aeropuerto Internacional de la Ciudad de México | Aeroméxico (Estacional) / Aeroméxico Connect                                                                           |              |              |              |
| Monterrey                                                    | Aeropuerto Internacional de Monterrey           | Viva |              |              |              |
| Puerto Vallarta                                              | Aeropuerto Internacional de Puerto Vallarta     | Southwest Airlines (Estacional)                                                                                        |              |              |              |
| San José del Cabo                                            | Aeropuerto Internacional de Los Cabos           | American Airlines / Delta Air Lines (Estacional) (inicia el 20 de diciembre de 2025) / Southwest Airlines (Estacional) |              |              |              |
| Centroamérica y El Caribe                                    |                                                 | |              |              |              |
| Panamá (1 destino, 1 aerolínea)                              |                                                 | |              |              |              |
| Ciudad de Panamá                                             | Aeropuerto Internacional de Tocumen             | Copa Airlines |              |              |              |
| Puerto Rico (1 destino [estacional], 1 aerolínea)            |                                                 | |              |              |              |
| San Juan                                                     | Aeropuerto Internacional Luis Muñoz Marín       | Southwest Airlines (Estacional)                                                                                        |              |              |              |
| Europa                                                       |                                                 | |              |              |              |
| Alemania (1 destino, 1 aerolínea)                            |                                                 | |              |              |              |
| Fráncfort                                                    | Aeropuerto de Fráncfort del Meno                | Lufthansa |              |              |              |
| Países Bajos (1 destino, 1 aerolínea)                        |                                                 | |              |              |              |
| Ámsterdam                                                    | Aeropuerto de Ámsterdam-Schiphol                | KLM |              |              |              |
| Reino Unido (1 destino, 1 aerolínea)                         |                                                 | |              |              |              |
| Londres                                                      | Aeropuerto de Londres-Heathrow                  | British Airways |              |              |              |
| Total: 14 destinos (4 estacionales), 7 países, 14 aerolíneas |                                                 | |              |              |              |

## Estadísticas
Actualmente Southwest Airlines es la línea aérea con la mayoría de pasajeros que vuelan desde el ABIA. En 2015, con volaron con Southwest Airlines un total de 4,371,303 de pasajeros. American Airlines y su filial US Airways (con la que completó una fusión en octubre de 2015), tuvo un total de 2,143,084 de pasajeros y con United Airlines volaron un total de 1,969,167 de pasajeros;  Delta Air Lines, JetBlue, Frontier Airlines y Alaska Airlines también tuvieron un número significativo de pasajeros. 2015 vio un nuevo servicio de Air Canada Express a Toronto, junto con los nuevos destinos sin escalas a Cincinnati (Allegiant), Memphis (Allegiant, Southwest), Miami (American Airlines),  Orlando-Sanford (Allegiant), Portland, Oregon (Alaska, Southwest) y San Luis (Southwest) y el anuncio de que la aerolínea alemana Condor comenzará servicio de temporada a Fráncfort, Alemania en 2016, el segundo servicio transatlántico programado de ABIA. Una nueva instalación de aduanas se completó en diciembre de 2014 para ayudar a acomodar el reciente crecimiento de los viajeros internacionales.

### Rutas más transitadas

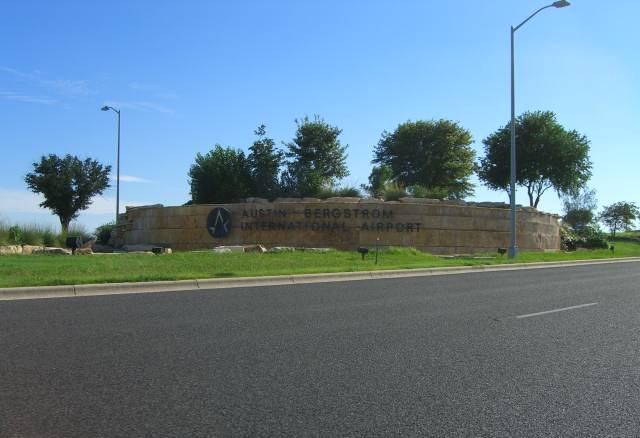
Entrada del aeropuerto.

| Número | Ciudad                  | Pasajeros | Aerolínea                                                                               |
| ------ | ----------------------- | --------- | --------------------------------------------------------------------------------------- |
| 1      | Atlanta, Georgia        | 624,000   | Delta Air Lines, Frontier Airlines, Southwest Airlines                                  |
| 2      | Denver, Colorado        | 592,000   | Frontier Airlines, Southwest Airlines, Spirit Airlines, United Airlines, United Express |
| 3      | Dallas, Texas           | 588,000   | American Airlines                                                                       |
| 4      | Los Ángeles, California | 483,000   | American Airlines, Delta Air Lines, JetBlue Airways, Southwest Airlines, United Express |
| 5      | Las Vegas, Nevada       | 432,000   | Allegiant Air, Frontier Airlines, Southwest Airlines, Spirit Airlines                   |
| 6      | Phoenix, Arizona        | 397,000   | American Airlines, Southwest Airlines                                                   |
| 7      | Chicago, Illinois       | 369,000   | American Airlines, Southwest Airlines, Spirit Airlines, United Airlines, United Express |
| 8      | Orlando, Florida        | 340,000   | American Airlines, Frontier Airlines, Southwest Airlines, Spirit Airlines               |
| 9      | Nueva York, Nueva York  | 328,000   | American Airlines, Delta Air Lines, JetBlue Airways                                     |
| 10     | Nashville, Tennessee    | 299,000   | Delta Connection, Southwest Airlines                                                    |

| Número | Ciudad                    | Pasajeros | Aerolínea                             |
| ------ | ------------------------- | --------- | ------------------------------------- |
| 1      | Cancún, México            | 269,491   | American Airlines, Southwest Airlines |
| 2      | Londres, Reino Unido      | 183,001   | British Airways, Virgin Atlantic      |
| 3      | San José del Cabo, México | 106,537   | American Airlines, Southwest Airlines |
| 4      | Fráncfort, Alemania       | 91,085    | Lufthansa                             |
| 5      | Toronto, Canadá           | 72,301    | Air Canada, Air Canada Rouge          |
| 6      | Ámsterdam, Países Bajos   | 71,806    | KLM                                   |
| 7      | Ciudad de México, México  | 64,176    | Aeroméxico, Aeroméxico Connect        |
| 8      | Ciudad de Panamá, Panamá  | 58,608    | Copa Airlines                         |
| 9      | Monterrey, México         | 28,461    | Viva                                  |
| 10     | Montreal, Canadá          | 18,654    | Air Canada                            |

### Tráfico anual
| Año  | Pasajeros     | Año  | Pasajeros  | Año  | Pasajeros  |
| ---- | ------------- | ---- | ---------- | ---- | ---------- |
| 1999 | 6,670,851 (a) | 2009 | 8,220,898  | 2019 | 17,343,729 |
| 2000 | 7,658,671     | 2010 | 8,693,708  | 2020 | 6,472,579  |
| 2001 | 7,199,322     | 2011 | 9,080,875  | 2021 | 13,570,711 |
| 2002 | 6,720,668     | 2012 | 9,430,314  | 2022 | 21,089,289 |
| 2003 | 6,707,081     | 2013 | 10,017,958 | 2023 | 22,095,876 |
| 2004 | 7,238,645     | 2014 | 10,718,854 | 2024 | 21,762,904 |
| 2005 | 7,683,545     | 2015 | 11,897,959 | 2025 |            |
| 2006 | 8,261,310     | 2016 | 12,436,849 | 2026 |            |
| 2007 | 8,885,391     | 2017 | 13,889,305 | 2027 |            |
| 2008 | 9,043,975     | 2018 | 15,819,912 | 2028 |            |

(a) Incluye los totales de pasajeros en el Aeropuerto Municipal Robert Mueller para enero-mayo de 1999.

## Transporte público

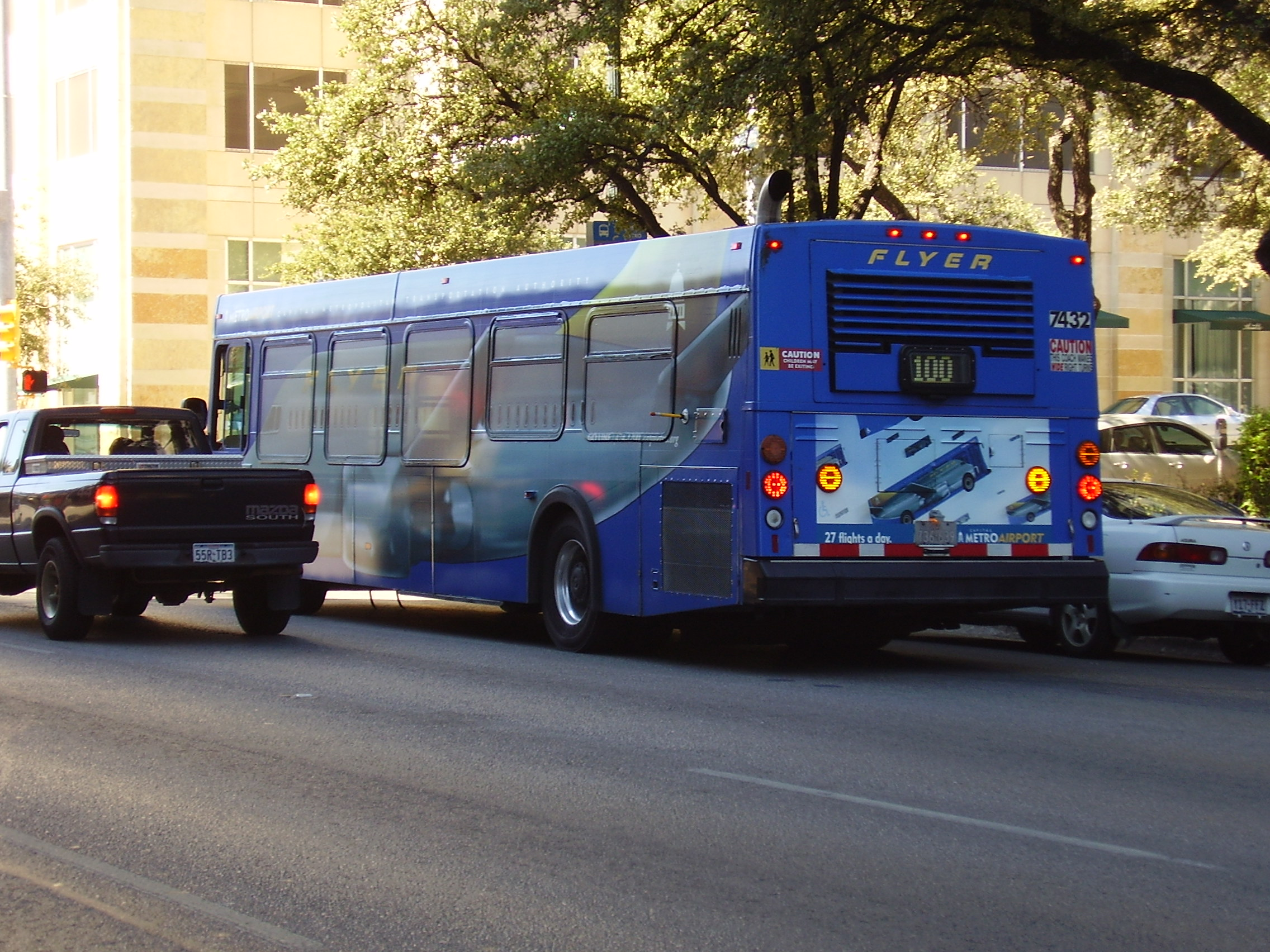
Autobús Capital Metro Airport Flyer.

La Capital Metropolitan Transportation Authority opera los servicios de autobús "Airport Flyer" hacia y desde del campus principal de La Universidad de Texas, parando en el centro de Austin por trayecto.
El sitio web del aeropuerto de Austin mantiene una lista las opciones transportes permitidos: autobús, shuttle, taxis, coches de alquiler y otras.

## Aeropuertos cercanos
Los aeropuertos más cercanos son:
- Robert Gray Army Airfield (96km)
- Aeropuerto Regional de Killeen-Fort Hood (98km)
- Aeropuerto Internacional de San Antonio (107km)
- Aeropuerto Easterwood (132km)
- Aeropuerto Regional de Waco (162km)